# Turbonilla lactea
Turbonilla lactea är en snäckart som först beskrevs av Carl von Linné 1758.  Turbonilla lactea ingår i släktet Turbonilla, och familjen Pyramidellidae. Arten har ej påträffats i Sverige.